# 戈馬克·麥卡錫
戈馬克·麥卡錫（英語：Cormac McCarthy，1933年7月20日—2023年6月13日），原名查尔斯·麦卡锡（英語：Charles McCarthy），出生於美國羅德島州普羅維登斯，美國小說家，被譽為是海明威與福克納的唯一後繼者。2009年獲美國筆會頒發索爾·貝婁文學終生成就獎。

## 作品
- The Orchard Keeper
- Outer Dark
- Child of God
- Suttree
- 《血色子午线》（Blood Meridian），為時代雜誌百大英文小說。
- 《天下駿馬》（All the Pretty Horses）
- 《路》（The Road）
- 《險路勿近》（No Country for Old Men）

## 作品改編為電影
- 《末路浩劫》
- 《險路勿近》獲奧斯卡金像獎四項大獎[1]。

## 延伸阅读
- Frye, Steven. . Columbia, SC: University of South Carolina Press. 2009. ISBN 978-1570038396.
- Frye, Steven (编). . Cambridge: Cambridge University Press. 2013. ISBN 978-1107644809.
- Luce, Dianne C. . The Cormac McCarthy Journal. 2001, 1 (1): 72–84. JSTOR 4290933. (updated version （页面存档备份，存于） published 26 October 2011)
- . . April 8, 2011  [May 25, 2015]. （原始内容存档于2022-03-13）.

## 外部連結
- The Cormac McCarthy Society （页面存档备份，存于）
- 戈馬克·麥卡錫在互联网电影资料库（IMDb）上的資料（英文）